# Schweizer Cup (Fussball, Männer) 2008/09
Der 84. Schweizer Cup fand vom September 2008 bis am 20. Mai 2009 statt. Titelverteidiger war der FC Basel, den Cup gewann der FC Sion.

## Modus
9 Vereine der Super League sowie 16 Klubs der Challenge League waren direkt für den Schweizer Cup qualifiziert. Dazu stiessen 13 Klubs aus der 1. Liga sowie 26 Klubs aus den Amateur-Ligen. Diese mussten sich in Regionalausscheidungen für den Schweizer Cup qualifizieren.
Mannschaften aus dem Fürstentum Liechtenstein sind nicht teilnahmeberechtigt, da die Liechtensteiner Clubs zwar am Schweizer Meisterschaftsbetrieb teilnehmen, aber im eigenständigen Liechtensteiner Cup starten. Dies betraf auch den Super-League-Club FC Vaduz. Zudem sind die U-21-Mannschaften aus der 1. Liga nicht spielberechtigt, genauso wie sämtliche weiteren Reserve-Teams. Wenn ein Reserve-Team eine Regionalausscheidung gewonnen hat, bekommt die erste Mannschaft den Startplatz im Schweizer Cup zugesprochen, es sei denn, die erste Mannschaft sei schon für den Wettbewerb qualifiziert. Ist dies der Fall, erhält der Finalgegner der Regionalausscheidung den Startplatz.
Der Schweizer Cup wird im K.-o.-System ausgetragen. In der Regel wird jede Runde innert maximal drei Tagen gespielt. In der ersten Runde und den Achtelfinals wurden Spiele vorgezogen, in der zweiten Runde musste ein Spiel verschoben werden. Die unterklassigen Mannschaften geniessen bis zur 3. Runde (Achtelfinals) das Heimrecht. Der Final fand traditionsgemäss im Stade de Suisse statt. Die Auslosung für die 1. Runde (1/32-Finals) fand am 22. August 2008 in Bern statt.
- 1. Runde (20. und 21. September 2008): 64 Teams, die Sieger waren für die 2. Runde qualifiziert.
- 2. Runde (18. und 19. Oktober 2008): 32 Teams, die Sieger waren für die Achtelfinals qualifiziert.
- Achtelfinals (22. und 23. November 2008): 16 Teams, die Sieger waren für die Viertelfinals qualifiziert.
- Viertelfinals (4. März 2009): 8 Teams, die Sieger waren für die Halbfinals qualifiziert.
- Halbfinals (13. April 2009): 4 Teams, die Sieger qualifizierten sich für den Final.
- Final (20. Mai 2009): Der Sieger gewann den 84. Schweizer Cup.

## Teilnehmende Mannschaften
| Super League die 9 Vereine der Saison 2008/09                                                                  | Challengue League die 16 Vereine der Saison 2008/09 | 1. Liga 13 Vereine der Saison 2008/2009 | 2. Liga Interregional Teilnehmer mussten sich qualifizieren | 2. Liga Regional Teilnehmer mussten sich qualifizieren | 3. Liga Teilnehmer mussten sich qualifizieren |
| FC Aarau FC Basel AC Bellinzona Grasshoppers Zürich FC Luzern FC Sion Neuchâtel Xamax BSC Young Boys FC Zürich | FC Biel-Bienne FC La Chaux-de-Fonds FC Concordia Basel FC Gossau FC Lausanne-Sport FC Locarno FC Lugano Stade Nyonnais FC Schaffhausen Servette FC Genève FC St. Gallen FC Thun FC Wil FC Winterthur FC Wohlen Yverdon-Sport FC | FC Baulmes GC Biaschesi FC Bulle CS Chênois FC Echallens Étoile Carouge FC FC Grenchen SV Höngg FC Kreuzlingen FC Le Mont ES FC Malley LS FC Schötz SC Zofingen | FC Alle FC Bavois FC Bazenheid SC Binningen Brühl St. Gallen FC Grand-Lancy FC Ibach FC Liestal FC Plan-les-Ouates Racing Club GE FC Seefeld Zürich FC Sursee FC Thalwil | FC Allmendingen FC Amriswil FC Bassersdorf Le Locle Sports FC Oerlikon/Polizei ZH FC Plaffeien FC La Sarraz-Eclépens FC Saxon Sports FC Wacker Grenchen FC Widnau FC Tavannes/Tramelan FC Windisch | AC Vallemaggia                                |

## Erste Runde
In der ersten Runde können die Mannschaften aus der Super League und der Challenge League gemäss Reglement nicht aufeinandertreffen. Die Mannschaft aus der niedrigeren Liga erhält den Heimvorteil, bei zwei Mannschaften aus der gleichen Liga bekommt ihn die erstgezogene.
| Datum                 |                                   | Ergebnis              |                              |
| --------------------- | --------------------------------- | --------------------- | ---------------------------- |
| 19.09.08 um 20:00 Uhr | FC Grand-Lancy (2. Int)           | 0:3                   | FC Lausanne-Sport (DCL)      |
| 19.09.08 um 20:00 Uhr | FC Sursee (2. Int)                | 0:2                   | FC Wohlen (DCL)              |
| 19.09.08 um 20:15 Uhr | Racing Club Genève (2. Int)       | 1:2                   | FC Echallens (1.)            |
| 19.09.08 um 20:30 Uhr | FC Windisch (2.)                  | 1:5                   | FC Thun (DCL)                |
| 20.09.08 um 15:00 Uhr | Le Locle Sports 1 (2.)            | 0:7                   | Yverdon-Sport FC (DCL)       |
| 20.09.08 um 15:00 Uhr | SC Binningen (2. Int)             | 2:6                   | FC Aarau (SL)                |
| 20.09.08 um 16:00 Uhr | FC Oerlikon/Polizei Zürich 1 (2.) | 1:5                   | AC Bellinzona (SL)           |
| 20.09.08 um 16:00 Uhr | FC Allmendingen (2.)              | 0:2                   | SC Zofingen (1.)             |
| 20.09.08 um 16:00 Uhr | FC Wacker Grenchen (2.)           | Abgebrochen           | FC Alle (2. Int)             |
| 20.09.08 um 16:00 Uhr | FC Amriswil (2.)                  | 0:0 n. V. (2:4 i. E.) | FC Schaffhausen (DCL)        |
| 20.09.08 um 16:00 Uhr | FC Seefeld Zürich (2. Int)        | 0:0 n. V. (3:2 i. E.) | FC Winterthur (DCL)          |
| 20.09.08 um 16:00 Uhr | FC Thalwil (2. Int)               | 1:3                   | FC Gossau (DCL)              |
| 20.09.08 um 17:00 Uhr | FC Bavois (2. Int)                | 3:1                   | FC Baulmes (1.)              |
| 20.09.08 um 17:00 Uhr | CS Chênois (1.)                   | 1:3                   | ES FC Malley LS (1.)         |
| 20.09.08 um 17:00 Uhr | FC Bazenheid (2. Int)             | 0:2 n. V.             | FC St. Gallen (DCL)          |
| 20.09.08 um 17:00 Uhr | FC Kreuzlingen (1.)               | 1:3                   | FC Locarno (DCL)             |
| 20.09.08 um 17:00 Uhr | SC Brühl St. Gallen (2. Int)      | 0:5                   | Grasshopper Club Zürich (SL) |
| 20.09.08 um 17:30 Uhr | FC Le Mont (1.)                   | 2:0                   | Stade Nyonnais (DCL)         |
| 20.09.08 um 18:00 Uhr | FC Liestal (2. Int)               | 0:3                   | FC Concordia Basel (DCL)     |
| 20.09.08 um 18:00 Uhr | F} Schötz (1.)                    | 0:1                   | FC Basel (SL)                |
| 20.09.08 um 18:00 Uhr | FC Bassersdorf 1 (2.)             | 0:2                   | SV Höngg ZH (1.)             |
| 20.09.08 um 18:15 Uhr | FC Tavannes/Tramelan 1 (2.)       | 0:2                   | FC Bulle (1.)                |
| 20.09.08 um 19:00 Uhr | FC Saxon-Sports (2.)              | 0:2                   | Neuchâtel Xamax (SL)         |
| 20.09.08 um 19:30 Uhr | Étoile Carouge FC (1.)            | 0:5                   | FC Sion (SL)                 |
| 20.09.08 um 19:30 Uhr | FC Grenchen (1.)                  | 3:2 n. V.             | FC Biel-Bienne (DCL)         |
| 21.09.08 um 14:00 Uhr | FC Widnau (2.)                    | 0:6                   | FC Zürich (SL)               |
| 21.09.08 um 14:30 Uhr | FC Ibach (2. Int)                 | 0:6                   | BSC Young Boys (SL)          |
| 21.09.08 um 15:00 Uhr | FC La Sarraz-Ecléplens (2.)       | 1:6                   | Servette FC Genève (DCL)     |
| 21.09.08 um 15:00 Uhr | FC Plaffeien (2.)                 | 0:3                   | FC Luzern (SL)               |
| 21.09.08 um 15:00 Uhr | GC Biaschesi (1.)                 | 0:1                   | FC Wil 1900 (DCL)            |
| 21.09.08 um 16:00 Uhr | FC Plan-les-Ouates (2.)           | 0:3                   | FC La Chaux-de-Fonds (DCL)   |
| 21.09.08 um 16:00 Uhr | AC Vallemaggia (3.)               | 0:5                   | AC Lugano (DCL)              |

## Zweite Runde
In der zweiten Runde können die Mannschaften aus der Super League nicht aufeinandertreffen. Die Mannschaft aus der niedrigeren Liga erhält den Heimvorteil, bei zwei Mannschaften aus der gleichen Liga bekommt ihn die erstgezogene.
Wegen Auseinandersetzungen im Spiel der ersten Runde zwischen dem FC Alle und Wacker Grenchen wurden beide Mannschaften aus dem Schweizer Cup ausgeschlossen. Jedoch wurde der Rekurs vom FC Alle angenommen, welcher somit weiter im Cup teilnehmen durfte. Das Spiel fand wegen der späten Entscheidung anderthalb Wochen später als alle anderen Partien statt.
| Datum                 |                   | Ergebnis  |                      |
| --------------------- | ----------------- | --------- | -------------------- |
| 17.10.08 um 20:00 Uhr | FC Bulle          | 1:4       | FC Basel             |
| 18.10.08 um 14:30 Uhr | SV Höngg          | 0:3       | FC Wil               |
| 18.10.08 um 15:00 Uhr | FC Seefeld ZH     | 1:3       | FC Gossau            |
| 18.10.08 um 17:00 Uhr | SC Zofingen       | 2:3       | AC Bellinzona        |
| 18.10.08 um 17:30 Uhr | Concordia Basel   | 3:1       | Servette FC Genève   |
| 18.10.08 um 17:30 Uhr | Yverdon Sports    | 1:2       | FC La Chaux-de-Fonds |
| 18.10.08 um 17:30 Uhr | FC Lausanne-Sport | 1:2       | Neuchâtel Xamax      |
| 18.10.08 um 17:30 Uhr | FC Wohlen         | 2:3       | Grasshoppers Zürich  |
| 18.10.08 um 18:00 Uhr | FC St. Gallen     | 2:0       | FC Aarau             |
| 18.10.08 um 20:00 Uhr | ES FC Malley LS   | 3:2       | FC Echallens         |
| 19.10.08 um 14:30 Uhr | FC Grenchen       | 0:3       | FC Luzern            |
| 19.10.08 um 14:30 Uhr | FC Schaffhausen   | 0:1 n. V. | FC Zürich            |
| 19.10.08 um 15:00 Uhr | FC Bavois         | 0:1       | FC Thun              |
| 19.10.08 um 15:00 Uhr | FC Le Mont        | 2:5       | FC Sion              |
| 19.10.08 um 15:00 Uhr | FC Locarno        | 3:1       | FC Lugano            |
| 29.10.08 um 19:00 Uhr | FC Alle           | 0:5       | BSC Young Boys       |

## Achtelfinals
Im Achtelfinal werden die Partien ohne Bedingungen gezogen, d. h. jede Mannschaft kann auf jede andere Mannschaft treffen. Die Mannschaft aus der niedrigeren Liga erhält das Heimrecht, bei zwei Mannschaften aus der gleichen Liga bekommt es die erstgezogene. Da das Spiel zwischen dem FC Gossau und dem BSC Young Boys wegen Schnee verschoben werden musste und das Stadion von Gossau nicht über die nötige Infrastruktur für Nachtspiele mit TV-Aufnahmen besitzt, wurde das Spiel im Stade de Suisse ausgetragen. Ausserdem konnte das Spiel dadurch nicht durch weiteren Schneefall gefährdet werden. Das Spiel zwischen La-Chaux-de-Fonds und Luzern fand aus ähnlichen Gründen in der Maladière statt.
| Datum                 |                         | Ergebnis |                 |
| --------------------- | ----------------------- | -------- | --------------- |
| 22.11.08 um 17:30 Uhr | Concordia Basel         | 4:0      | Neuchâtel Xamax |
| 22.11.08 um 18:00 Uhr | FC Thun                 | 0:4      | FC Basel        |
| 22.11.08 um 18:00 Uhr | FC St. Gallen           | 2:0      | FC Locarno      |
| 23.11.08 um 14:30 Uhr | Grasshopper Club Zürich | 2:1      | AC Bellinzona   |
| 23.11.08 um 14:30 Uhr | ES FC Malley LS         | 0:1      | FC Sion         |
| 23.11.08 um 14:30 Uhr | FC Wil                  | 0:1      | FC Zürich       |
| 10.12.08 um 19:00 Uhr | FC Gossau               | 0:1      | BSC Young Boys  |
| 10.12.08 um 19:00 Uhr | FC La Chaux-de-Fonds    | 0:4      | FC Luzern       |

## Viertelfinals
Auch im Viertelfinal werden die Partien ohne Bedingungen gezogen, d. h. jede Mannschaft kann auf jede andere Mannschaft treffen. Heimrecht hat im Viertel- und im Halbfinal die erstgezogene Mannschaft.
| Datum                 |                 | Ergebnis |                     |
| --------------------- | --------------- | -------- | ------------------- |
| 04.03.09 um 20:15 Uhr | BSC Young Boys  | 3:0      | Grasshoppers Zürich |
| 17.03.09 um 20:15 Uhr | FC St. Gallen   | 1:2      | FC Sion             |
| 18.03.09 um 19:30 Uhr | Concordia Basel | 0:2      | FC Luzern           |
| 18.03.09 um 20:15 Uhr | FC Zürich       | 0:1      | FC Basel            |

## Halbfinals
Die Begegnungen wurden ausgelost.
| Datum                 |                | Ergebnis              |          |
| --------------------- | -------------- | --------------------- | -------- |
| 13.04.09 um 20:15 Uhr | FC Luzern      | 1:1 n. V. (2:4 i. E.) | FC Sion  |
| 16.04.09 um 20:15 Uhr | BSC Young Boys | 0:0 n. V. (3:2 i. E.) | FC Basel |

## Final
Der Final des Schweizer Cups fand am 20. Mai 2009 um 20:30 Uhr in Bern statt. Zum vierten Mal in der Geschichte des Cupfinals traf der BSC Young Boys auf den FC Sion. Letzterer konnte alle 10 bisherigen Finalteilnahmen für sich entscheiden und setzte diese Serie der Ungeschlagenheit auch 2009 fort.
| Paarung        | BSC Young Boys – FC Sion |
| Ergebnis       | 2:3 (2:1) |
| Datum          | 20. Mai 2009 um 20:30 Uhr |
| Stadion        | Stade de Suisse, Bern |
| Zuschauer      | 31'789 Zuschauer |
| Schiedsrichter | Claudio Circhetta (Basel) |
| Tore           | 1:0 Gilles Yapi Yapo (22., Foulelfer) 2:0 Jamal Alioui (37., Eigentor) 2:1 Goran Obradović (41.) 2:2 Stéphane Sarni (52.) 2:3 Guilherme Afonso (88.) |
| BSC Young Boys | Marco Wölfli – Miguel Portillo, Saïf Ghezal, Marc Schneider – Christian Schwegler, Gilles Yapi Yapo, Xavier Hochstrasser, Mario Raimondi (60. Felix Bastians) – Carlos Varela (46. Seydou Doumbia), Marco Schneuwly (77. Thomas Häberli), Alberto Regazzoni. Cheftrainer: Vladimir Petković |
| FC Sion        | Essam El-Hadary – Vilmos Vanczák, Jamal Alioui, Obinna Nwaneri (33. Stéphane Sarni), Paíto – Enes Fermino (67. Didier Crettenand), Serey Dié – Virgile Reset (90. Jocelyn Ahoueya), Goran Obradović, Olivier Monterrubio – Guilherme Afonso. Cheftrainer: Didier Tholot                     |